# Przekładnia mechaniczna
Przekładnia mechaniczna – przekładnia, w której zastosowano połączenia mechaniczne w celu uzyskania transmisji mocy i zmiany parametrów ruchu.
Przekładnie mechaniczne dzielą się na:
- przekładnie cięgnowe
- przekładnie cierne
- przekładnie zębate.